# Мухаметшин, Гарифулла
Гарифулла Мухаметшин (1873—1955) — советский хозяйственный и государственный деятель, Герой Труда (1932).

## Биография
Гарифулла родился в 1873 году. 
Работал старшим скотником племенного стада совхоза «КИМ» Куйбышевского района Татарской АССР. Производственный стаж 40 лет. Во время Великой Отечественной войны работал в тылу. Неоднократно и не один год становился членом Кимовского сельсовета.
Умер в 1955 году.

## Награды
- Герой Труда (1932)[1].